# 1 Kaukaski Korpus Armijny
1 Kaukaski Korpus Armijny (ros. 1-й Кавказский армейский корпус) – jeden ze związków operacyjno-taktycznych Imperium Rosyjskiego w czasie I wojny światowej. Istniał z przerwami w latach 1847–1918. Od listopada 1899 pod nazwą Kaukaski Korpus Armijny. Wchodził w skład Kaukaskiego Okręgu Wojskowego. Rozformowany na początku 1918.

## Struktura organizacyjna
Organizacja w 1914
- dowództwo i sztab – Tblisi
- 20 Dywizja Piechoty
- 39 Dywizja Piechoty
- 1 Kaukaska Brygada Piechoty
- Kubańska Ziemska Brygada
- 1 Kaukaska Dywizja Kawalerii
- 1 Kaukaski  dywizjon  artylerii haubic
- 1 Kaukaski batalion saperów
- 1 kaukaska kompania telegraficzna

## Podporządkowanie
- Armii Kaukaskiej (7 stycznia 1913 – grudzień 1917)

## Dowódcy Korpusu
- gen. lejtnant N. A. Klujew (sierpień 1913 – grudzień 1914)
- gen. piechoty G. J. Berchman (grudzień 1914 – luty 1915)
- gen. kawalerii  P. P. Kalitin (luty 1915 – marzec  1917)
- gen. lejtnant  W. P.  Liachow (od marca 1917)